# Michel Filleul
Michel Filleul (22 mars 1943 à Jemappes - 18 septembre 2016 à Périgueux dans le Périgord) est un homme politique belge wallon, membre du PS.
Il est employé à l’Office national des Pensions, accédant au rang de conseiller général, responsable du département informatique : il sera responsable, au début des années 2000, de la numérisation de tous les dossiers de pension; il est affecté de mai 1988 à janvier 1992 comme conseiller puis chef de Cabinet adjoint (1991) auprès de Leona Detiège; de janvier à mai 1992, il est chef de Cabinet du ministre Roger Delizée; de mai 1992 à juillet 1994, il est conseiller auprès du Cabinet du ministre Freddy Willockx; président de l'USC de Châtelet (2004-2007).

## Carrière politique
- conseiller communal de Châtelet (2001-)
  - échevin de la Gestion du personnel et de l’Informatique (2006-)
- député wallon en suppléance de Christian Dupont (24 septembre 2003-13 juin 2004)